# Хандверкер, Тим
Тим-Анри́ Хандве́ркер (нем. Tim-Henry Handwerker; родился 19 мая 1998 года в Бергиш-Гладбахе, Германия) — немецкий футболист, защитник клуба «Арминия» (Билефельд).

## Клубная карьера
Хандверкер — воспитанник клубов «Байер 04». В 2017 году Тим подписал контракт с «Кёльном», где в начале для получения игровой практики выступал за дублирующий состав. 1 октября в матче против «РБ Лейпциг» он дебютировал в Бундеслиге. Летом 2018 года для получения игровой практики Хандверкер был отдан в аренду в нидерландский «Гронинген». 25 августа в матче против «Де Графсхап» он дебютировал в Эредивизи.
Летом 2019 года Хандверкер перешёл в «Нюрнберг». 27 июля в матче против дрезденского «Динамо» он дебютировал во Второй Бундеслиге. 30 января 2020 года в поединке против «Гамбурга» Тим забил свой первый гол за «Нюрнберг».